# 1億円金塊

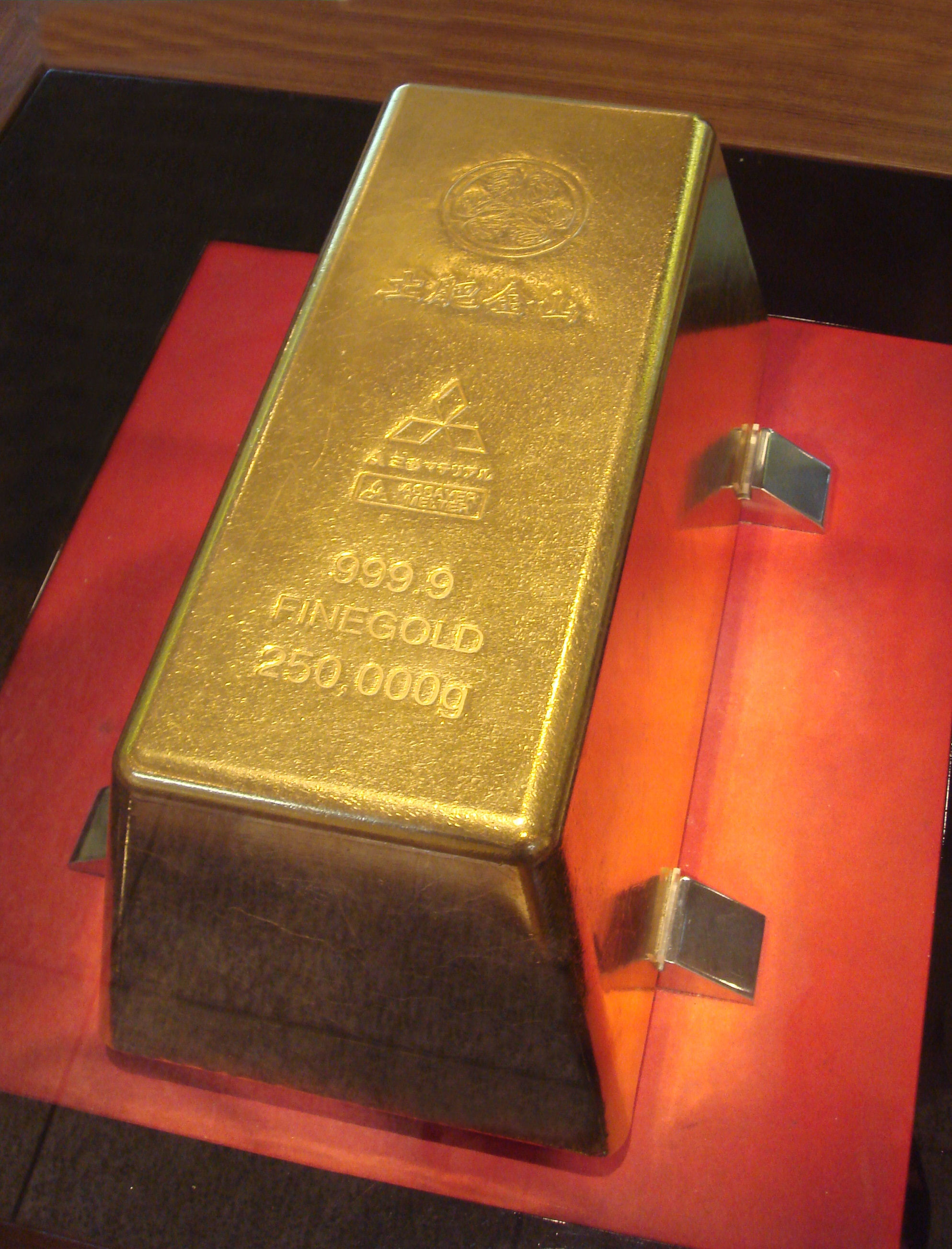
金塊（イメージ）

1億円金塊（いちおくえんきんかい）は、ふるさと創生事業の交付金1億円を担保として、兵庫県津名町（現：淡路市）が三菱金属（現三菱マテリアル）から借り受けた金塊である。
ふるさと創生事業とは、当時の内閣総理大臣、竹下登が発案した公共事業であり、1988年度（昭和63年度）から1989年度（平成元年度）にかけて全国約3,300の市町村に一律1億円が交付された。1億円の使い道は「自由」とされた。

## 金塊のレンタル、展示
津名町長の柏木和三郎の発案により、金塊の導入が決められた。町は、1億円を担保として当時の金相場の1億円分、62.696キログラムを三菱金属からレンタルし、1989年3月より「触れる金塊」として町内の「静の里公園」内に展示した。金塊の中央には、津名町の町章と町名が刻印されていた。直接触れる物珍しさから当初は年間30万人が来園する盛況ぶりで、2010年までに約377万人が訪れた。金相場によって金塊の大きさが変化する契約であり、金価格の変動により107キログラムから53キログラムまで増減した。
1995年（平成7年）には、金塊を返却し阪神・淡路大震災の復興費に充てられるところであったが、国費負担となり免れた。
2000年10月、2001年6月、1億円金塊の窃盗未遂事件が発生。
2002年（平成14年）の2002 FIFAワールドカップ（日韓ワールドカップ）でイングランド代表を受け入れた際、デビッド・ベッカムが金塊に触れたことにより注目を集めた。
2005年（平成17年）4月1日の市町村合併前に返却するという町議会案が出されたが、住民の反対により金塊はそのまま淡路市に引き継がれた。

## レンタルの終了
人気は徐々に下火となり、2009年（平成21年）には再度金価格の高騰により、三菱マテリアル（三菱金属が会社合併のため、社名変更していた）から小さな金塊への交換、または約6,000万円の追加保証の支払いを求められた。淡路市は「潮時」と判断し、2010年（平成22年）5月15日、金塊を三菱マテリアルへ返却した。三菱マテリアルから返還された1億円は市の財政調整基金に積み立てられた。金塊が展示されていた静の里公園の資料館には、同年6月1日より金塊の写真やレプリカが設置された。
その後、淡路市は新元号への改元を機に、8年間積み立てていた1億円を使い切ることを決定。2018年（平成30年）7月に市内全世帯に用途のアンケートを実施した。アンケートの結果、「学校施設の整備充実や図書館整備」が多数を占めたため、市は移転新設する市立図書館の建設費に充てる方向で検討に入った。

## 金塊バス
2019年（平成31年）3月13日、淡路市は返還された1億円のうち約100万円を使い、金色でラッピングした「金塊バス」1台を2019年度に導入することを発表した。外装には、市のマスコットキャラクター、宝船、招き猫が描かれ、車内の一部にも金色を使って豪華さを演出する。バスは10月以降市内の路線を運転する予定で、運行時間やルートは公表しない方針。
残る9,900万円は市立図書館の移転新設費用に使われる。
2019年（令和元年）9月15日、淡路市の淡路ワールドパークONOKOROで行われた運行記念開始式典において金塊バス「淡路市南部生活観光バス」が公開され、「ゴールデン・ドリームバス」との愛称が発表された。運行開始は10月1日で、運行時間と運行ルートは明かされない。

## その他、交付金で金を購入した市町村
- 青森県黒石市 - 1億円で純金製・純銀製のこけしを制作。2007年に1億9,000万円で売却[2][9]。
- 山梨県白根町（現：南アルプス市） - 1億円で50キログラムの金塊を購入。2003年の市町村合併前に合併負担金捻出のため7,000万円で売却[2]。
- 岐阜県墨俣町（現：大垣市） - 1億円で純金27キログラムを使ってミニシャチホコを製作。2002年3月に盗難、2003年3月に800万円で再制作。2006年10月には雄の腹びれ、背びれなどが盗難。以降、非公開[2]。
- 高知県中土佐町 - 1億円で純金52.62キログラムのカツオ像を制作。1年後、制作業者に1億円で買い戻されたが、9キログラム減らした像を7,000万円で再度購入[10]。1993年5月に盗難。容疑者は翌年逮捕。カツオ像はすでに800万円で売り払われ、溶かされていた[2]。
- 大分県中津江村（現：日田市） - 約3,000万円で純金の雌雄の鯛を製作。雄が2006年に盗難[11]。雌は2012年に9,045万円で売却[12]。